# Johnius novaeguineae
Johnius novaeguineae es una especie de pez de la familia Sciaenidae en el orden de los Perciformes.

## Morfología
• Los machos pueden llegar alcanzar los 9 cm de longitud total.

## Hábitat
Es un pez de clima tropical y bentopelágico.

## Distribución geográfica
Se encuentra en el Pacífico occidental central: Nueva Guinea y el norte de Australia.

## Observaciones
Es inofensivo para los humanos.